# 荷马 (纽约州)
荷马（英語：Homer）是位于美国纽约州科特兰县的一个镇，地处科特兰县西部、科特兰市以北，建于1794年。2010年美国人口普查时，该镇有6405人。其名称来源于古希腊著名诗人荷马。